# 刘裕民
刘裕民（1915年—1970年），山西省太原市人。中华人民共和国政治人物。
刘裕民早年参加学生运动，后被逮捕关押至太原陆军监狱，之后经中共地下党组织营救出狱。抗日战争期间，担任曲沃牺盟会特派员、山西省夏县县长、阳城县县长等职，负责组建山西新军第213旅。晋西事变后，率领部队进入太岳根据地，改编为八路军太岳军区新二团，他担任太岳第三军分区政治部主任。中华人民共和国成立后，担任福建省实业厅厅长，福建省财委副书记，中共福建省委委员。1953年，进入中国建筑工程部，组建长春第一汽车制造厂。1958年，担任建筑工程部副部长。1965年，担任建筑工业部部长。文化大革命期间受到蒙难被迫害致死。1979年1月，进行平反与追悼。